# سيركيت دي والونيا 2021
سيركيت دي والونيا 2021 هو سباق دراجات هوائية، وهو الموسم رقم 54 من سيركيت دي والونيا، وأقيم في 13 مايو 2021، وامتدّ لمسافة 195.51 كيلومتر، وهو أحد سباقات طواف أوروبا للدراجات 2021، وشارك فيه 161 متسابقاً ووصل إلى نهايته 109 متسابقاً.
فاز بالمركز الأول كريستوف لابورت، وبالمركز الثاني مارك ساريو، وبالمركز الثالث Laurence Pithie ‏.

## الفرق
| فرق عالمية (4)- AG2R Citroën Team - Cofidis - Intermarché-Wanty-Gobert Matériaux - Lotto Soudal فرق برو (4)- Alpecin-Fenix - Arkéa-Samsic - بنجوال دبليو بي 2021 ‏ - أونو اكس برو سايكلنج تيم 2021 ‏ فرق قارية (16)- بيت سايكلنج 2021 ‏ - بلاك سبوك 2021 ‏ - كانيون دي إتش بي سنجود 2021 ‏ - Development Team DSM–Firmenich PostNL ‏ - دوكلا بانسكا بيستريتسا 2021 ‏ - Groupama–FDJ Continental Team ‏ - Hagens Berman Jayco ‏ - Visma–Lease a Bike Development ‏ - لفيف 2021 ‏ - Massi Vivo-Conecta - فريق ريوال للدراجات 2021 ‏ - SEG Racing Academy ‏ - تارتيلتو-ايزوريكس 2021 ‏ - ترينيتي ريسينغ 2021 ‏ - إكس-سبيد يونايتد 2021 ‏ - Van Rysel–Roubaix ‏ |  |
| |  |

## التصنيف العام النهائي
| التصنيف العام         | التصنيف العام          | التصنيف العام   | التصنيف العام             | التصنيف العام |
| العداء                | العداء                 | البلد           | الفريق                    | الوقت         |
| --------------------- | ---------------------- | --------------- | ------------------------- | ------------- |
| 1                     | كريستوف لابورت         | فرنسا           | Cofidis                   | 4 س 18 د 42 ث |
| 2                     | مارك ساريو             | فرنسا           | AG2R Citroën Team         | + 0 ث         |
| 3                     | Laurence Pithie ‏       | نيوزيلندا       | Groupama-FDJ Continental  | + 0 ث         |
| 4                     | Stanisław Aniołkowski ‏ | بولندا          | Bingoal Pauwels Sauces WB | + 0 ث         |
| 5                     | Søren Wærenskjold ‏     | النرويج         | Uno-X Pro Cycling Team    | + 0 ث         |
| 6                     | Martijn Budding ‏       | هولندا          | BEAT Cycling              | + 0 ث         |
| 7                     | Stan Van Tricht ‏       | بلجيكا          | SEG Racing Academy        | + 0 ث         |
| 8                     | Florian Vermeersch ‏    | بلجيكا          | لوتو سودال                | + 0 ث         |
| 9                     | دانيال مكلاي           | المملكة المتحدة | اركيا سامسيك              | + 0 ث         |
| 10                    | ماثيو بوستوك           | المملكة المتحدة | Canyon dhb SunGod         | + 0 ث         |
| مصدر: ProCyclingStats |                        |                 |                           |               |

## وصلات خارجية
- الموقع الرسمي
- لمحة عن سباق سيركيت دي والونيا 2021 على موقع  ProCyclingStats   (برو  سايكلنج  ستاتس) - إحصاءات  محترفي  الدراجات.
- سيركيت دي والونيا 2021 على موقع إحصائيات الدراجات الإحترافية (الإنجليزية)